# 히이라기자와 에리오르
히이라기자와 에리오르(柊沢 エリオル,번안:에리얼 신)는 《카드캡터 사쿠라》의 등장인물이며 토모에다 초등학교(번안:우수초등학교)에 전학온 신비한 분위기의 초등학생이다.

## 소개
'사쿠라 카드 편'에서부터 등장하는 인물로 종종 알 수 없는 웃음과 아이답지 않은 어른스러운 모습을 보인다. 에리오르의 정체는 크로우 리드의 둘로 나뉜 환생 중 하나로, 크로우 리드의 마력과 기억을 가지고 있으며, 달 속성의 마법은 통하지 않는다.
유체리가 가지고 있는 '별의 힘'은 '어둠의 힘'을 가진 「크로우 카드」와는 다른 새로운 힘이라서 새로운 주인의 마법에 걸맞게 '크로우 카드'를 '사쿠라 카드'로 자연스럽게 바꾸게 하고, 가장 강한 마법사여서 괴로웠던 크로우 리드의 기억 때문에 사쿠라가 크로우 리드를 뛰어넘는 마법사가 되도록 사쿠라에게 시련을 주며 성장시켰다. 그때 케르베로스와 유에를 막기 위해서 그리고 자신에게서 크로우 리드를 찾지 않게 하려고 스피넬 선과 루비 문을 만들었다. 카호(번안:문현아)의 말에 의하면 에리얼이 나름대로 루비 문과 스피넬 선이 맘에 든다는 말은 '아주 좋아한다'는 뜻이라고 한다.
사쿠라와 다른 이들에겐 경어를 쓰지만, 자신의 피조물에게는 반말한다. 눈치가 빠르며 사람의 마음을 잘 알아채 사쿠라를 좋아하는 리 샤오랑(번안:이소랑)에게 조언을 해주기도 한다. 사쿠라에게 자신의 정체를 밝히고 크로우 리드의 또 하나의 환생인 후지타카(번안:유익한)에게 자신만이 갖고 있던 크로우 리드의 마력을 반으로 나눠 준 이후 다시 영국으로 귀국하였다.
사쿠라 카드 편의 후반쯤 카호는 에리오르를 좋아한다고 고백하는데, 에리오르도 이미 토모요(번안:신지수)가 눈치를 챌 만큼 카호를 좋아하고 있는 상태로 클리어 카드 편에서 교제하고 있는 모습을 보여준다.
클리어 카드 편
이전엔 리 샤오랑이 에리오르에게 경계심을 가져 사이가 좋지 않았지만, 지금은 연락을 주고받으며 샤오랑의 조언자로서 그에게 도움을 주고 있다.